# Longmen (Luoyang)
Longmen (chiń. 龙门镇; pinyin Lóngmén Zhèn) – miejscowość i gmina miejska we wschodnich Chinach, w prowincji Henan, w prefekturze miejskiej Luoyang, w dzielnicy Luolong. W 2000 roku gmina miejska liczyła 47 836 mieszkańców.
W Longmen mieści się słynny zespół buddyjskich świątyń skalnych (V-VIII w.). Znajdują się tam liczne inskrypcje, dekoracje płaskorzeźbione i posągi Buddy należące do czołowych zabytków chińskiej rzeźby monumentalnej (zob. Groty Dziesięciu Tysięcy Buddów).